# アルカセル・キビールの戦い
アルカセル・キビールの戦い（Batalha de Alcácer-Quibir）は、1578年8月4日、モロッコのアルカセル・キビールで行われたポルトガル軍とサード朝スルタン軍との戦い。モロッコ側からは、「マハザン川の戦い」という。親征したポルトガル王セバスティアンは敗れ、戦死した。

## ドン・セバスティアン
1557年ポルトガル王ジョアン3世が没すると、孫のドン・セバスティアンが即位した。父ドン・ジョアンの死後に生まれた息子である。幼少であったため、ジョアン3世王妃のカタリーナが摂政に就いたが、カタリーナはスペイン王カルロス1世の妹であり、スペインの影響力がポルトガル王室に浸透し始めた。セバスティアンはイエズス会の強い影響力の下に教育され、1568年親政に就いたが、政務に興味を示さず、十字軍戦士となることを熱望し、北アフリカの征服を夢想するようになった。
また、この頃にはポルトガル海上帝国のインド洋における胡椒貿易独占体制は破られ、イスラム教徒の紅海貿易によってヴェネツィアの胡椒貿易が復活するようになっていた。このため、インドに代わる新たな植民地をポルトガルに近い北アフリカに建設しようとする動きも出てきた。

## モロッコの内紛
一方、モロッコでは1578年、サード朝第4代スルタンムレイ・ムハマッド（ムタワッキル）がオスマン帝国の支援を得た叔父のムレイ・アブデルマルク（アブド＝アル＝マリク）によって王位を奪われる事件が起こった。ムレイ・ムハマッド（ムタワッキル）は、仇敵のポルトガルに亡命し、セバスティアン王に援助を求めた。北アフリカ征服を夢想するセバスティアンはこれを絶好の好機と見なした。当時のスペイン王フェリペ2世は思いとどまるよう説得したが、ドン・セバスティアンは7月14日、6,000人の外国人傭兵を含む17,000人の大軍を率いて、ムハマッド（ムタワッキル）とともにタンジールに上陸した。

## 三王の戦い
十字架を高く掲げるポルトガル軍は、炎熱と兵糧不足に苦しみながら内陸へ進軍したが、スルタン・アブデルマルク（アブド＝アル＝マリク）は大軍を率いてルコ川沿いのクサル・エル・ケビール（ポルトガル語、アルカセル・キビール）で待ち受けていた。8月4日両軍は会戦し、ポルトガル軍は優勢なモロッコ軍に押されたものの、火器の力で盛り返した。だが、セバスティアンの稚拙な作戦のため、退いたモロッコ軍を深追いし、モロッコ騎馬の伏兵による奇襲を受け、大損害を出して敗北を喫した。
この戦いでモロッコの前スルタン・ムハマッド（ムタワッキル）は戦死し、セバスティアンも行方不明となった。捕虜にもなっていないことから戦死と見られる。また勝利したモロッコのスルタンも戦死しており、「三王の戦い」とも呼ばれる。

## 戦いの影響
セバスティアン王はまだ24歳で未婚であったため、ポルトガル王は摂政だった大叔父で枢機卿のドン・エンリケがエンリケ1世として嗣いだ。しかし、エンリケは老齢のうえ独身で世継ぎがなく、即位時点で後継者問題が起こった。しかも、アルカセル・キビールの戦いで多数のポルトガル貴族がモロッコの捕虜となり、巨額の身代金支払いのためポルトガルの財政は破綻、1580年エンリケ1世が死亡すると、スペイン王フェリペ2世によって同君連合の形で60年間スペインの支配下に置かれた。
フェリペ2世はポルトガル王ジョアン3世の妹イサベルとスペイン王カルロス1世の息子であり、ポルトガル王位継承権を主張したものである。この後、ポルトガルは長くスペインの支配下に置かれるが、セバスティアンの遺体が見つかっていないことから、セバスティアン王は生きており、いつの日かポルトガルを解放するために戻ってくるという伝説が広まった。
一方、勝利したサード朝は、ムレイ・アブデルマルクを継承したアフマド・アル＝マンスールの元で全盛期を築く。

## 関連作品
映画
- ノン、あるいは支配の空しい栄光（1990年、ポルトガル・スペイン・フランス合作、監督：マノエル・デ・オリヴェイラ）